# Kottaírás

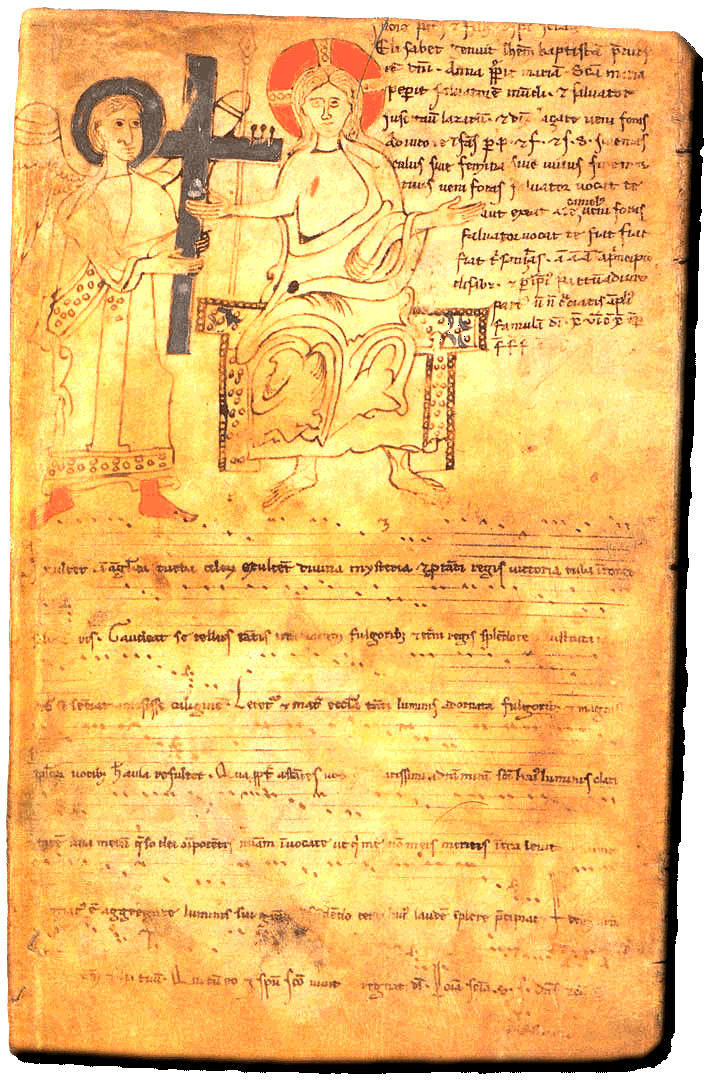
A Pray-kódex egy lapja, kottás lejegyzéssel, 12. század

A kotta zenei hangok, ritmusok és a dallamhoz tartozó egyéb kiegészítő információk lejegyzésére használatos jelrendszer. A latin kifejezés a quota szóból származik, melynek jelentése: jegy, jegyzet, jelzés. A hangok lejegyzésének a célja a zenei kifejezésmódok rögzítése, átadása.
A kottában az egymást követő hangokat, szüneteket jelölik, illetve különféle utasításokkal ezek ritmusát, játékmódját, tempóját is előírhatják. Vokális, instrumentális darabok, dallamjátszó és ritmushangszerek (pl. ütőhangszerek) játéka is rögzíthető a kottában.

## Jelrendszere

### Cím és szerző

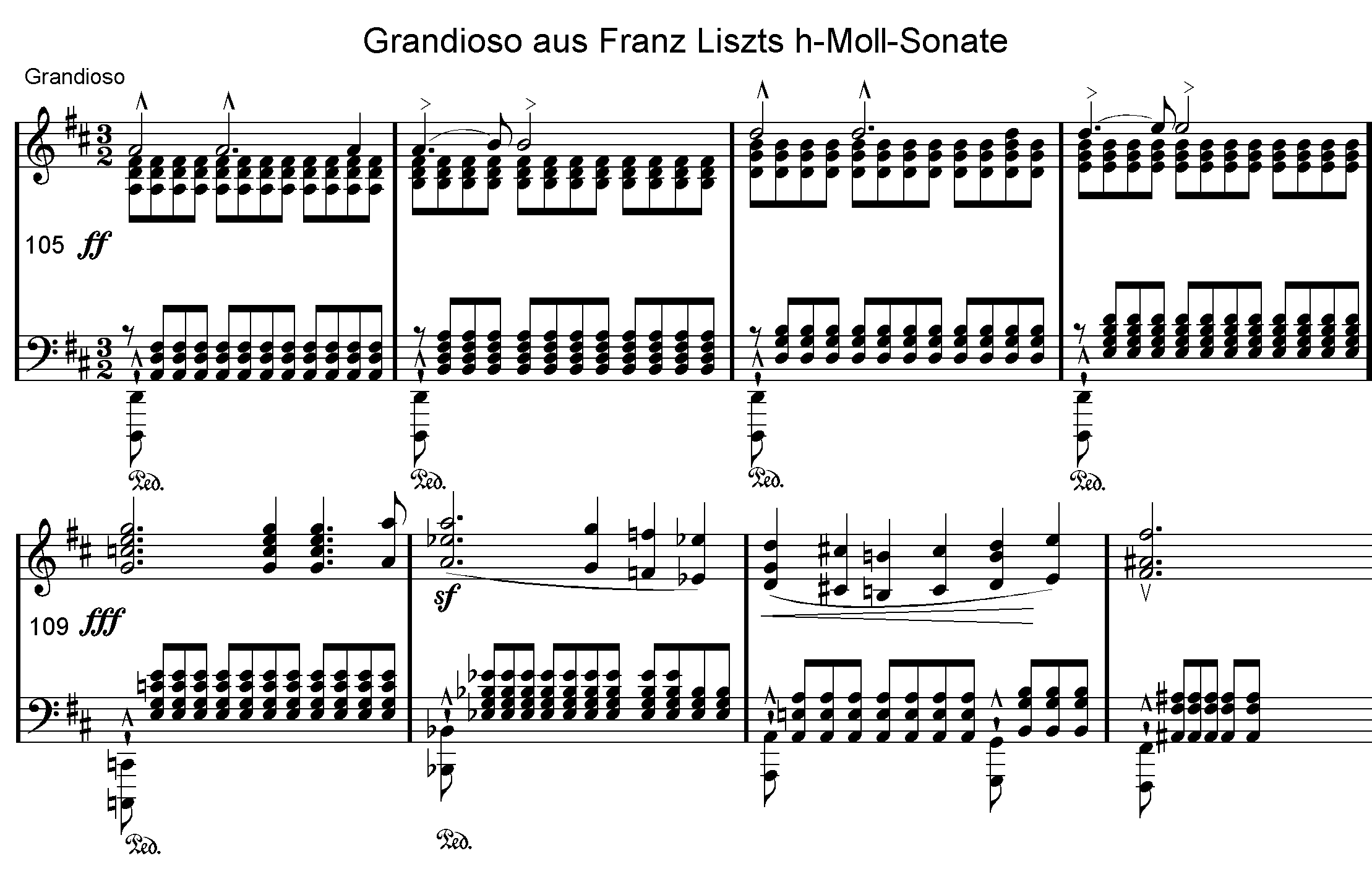
Liszt Ferenc h-moll szonátájának egy részlete

A 20. és 21. századi kották általában többé-kevésbé egységesen jelzik a zenemű címét, szerzőségét. A szokások szerint a cím, alcím a tétel megnevezése és száma középen szerepel. A mű keletkezésének helyét, idejét és a szerzőséget a jobb oldalon tüntetik fel. A zeneszerzőn kívül, ha van, fel szokták tüntetni a szövegíró és más közreműködők nevét is. A bal oldalon a mű egészére vonatkozó zenei utasítások találhatók, például tempójelölések, illetve a játékmódra vonatkozó előírások.
Előfordul, hogy a kottát fedlappal látják el, ha viszont nem, akkor ezek az információk a kotta első oldalán, a kottasorok felett helyezkednek el.

### Kottavonalak
A kottavonalak a nyugati kultúrkör zenei jelöléseinek egyik alapvető elemei. Dallamhangszerek esetén különféle hangmagasságokat, ritmushangszerek esetén pedig különféle hangszereket jelölhetnek. A hangokat jelölő hangjegyek a kottavonalak által meghatározott helyekre kerülhetnek: vonalakra és vonalközökbe. Az egyes vonalaknak és vonalközöknek megfelelő hangmagasságot kijelölő alaphang helyét kulcsokkal adják meg.
A modern kottai jelölésben jellemzően ötvonalas sorokat alkalmaznak. Előfordulnak kétszer-ötvonalas sorok is, a sorok különféle szólamhoz, illetve zongorán például kézhez tartozhatnak. Ha egy hang a vonalak által lefedett hangterjedelmen kívül esik, az öt kottavonal alatt és felett pótvonalak húzhatók a hangjegy számára. Nagyon magas hangoknál, hogy ne kelljen sokat vonalazni, 8va (olasz ottava, a. m. nyolcadik) jelzést alkalmaznak, amely szerint minden hang egy oktávval magasabb hangot jelöl. Ugyanez érvényes az egy oktávval lefelé módosításra is a 8vb jellel.
A kottában a ritmikai tagolást a kottavonalakat függőlegesen metsző ütemvonalakkal valósítják meg. Dupla ütemvonallal jelölhetők a hangnemváltások, illetve a zeneművet részekre tagoló határvonalak.

Kottavonalak
Alsó és felső pótvonal
Ütemvonal
Hangnemváltás, de lehet bonyolultabb ismétlés (D. S. al Coda.)
Tétel vége

### Kulcsok
A vonalrendszert különféle szokások szerint a szólam hangterjedelmének megfelelően választják meg úgy, hogy a dallam minél jobban illeszkedjen rá. Például hogy minél kevesebb pótvonalra legyen szükség. A kottavonalak nem mindig ugyanazt a hangot jelölik, a skála hangjai és a vonalak között kapcsolatot kell teremteni. Ennek az eszközei a zenei kulcsok.
A legtöbb hangszer hangterjedelmének jól megfelel, így a legelterjedtebb zenei kulcs a violinkulcs, más néven G-kulcs. Ez a második kottavonalon rögzíti a G hangot. Léteznek más kulcsok is, a gyakorlatban a violinkulcson kívül a basszuskulcs, az altkulcs és a tenorkulcs a leggyakoribb.
Több vonalrendszerből álló kottasorokban előfordul, hogy az egyes vonalrendszerek kulcsa eltérő, amit a szólamok hangmagasság-különbségei indokolnak. Gyakori a violinkulcs-basszuskulcs párosítás, ahol előbbi például énekszólamhoz, utóbbi pedig egy alatta jelölt hangszeres kíséret szólamához tartozik.

Violin-
basszus-
alt-
és tenorkulcs

### Hangjegyek és szünetjelek
A zenei hangokat a kottában hangjegyekkel jelölik. A hangjegyek hangmagasságát a hangjegy fejének a vonalrendszerbeli helye határozza meg. A hangjegy szárát jellemzően a harmadik vonalig a fej jobb oldalán felfelé, a harmadik vonalköz felett pedig a fej bal oldalán lefelé húzzák, hossza három vonalköznek felel meg. A hangjegyek ritmusértékét (időtartamát) részben a fej, részben a hangjegyszárak összekötése jelöli.
A különféle időtartamú szüneteket egyedi szünetjelekkel jelzik. Az ütem időtartamát a hangok és szünetek teljesen kitöltik.
A szünetek hangmagassággal nem rendelkeznek, így ezeket a vonalrendszerben mindig középre helyezik.
Egyes hangjegyek esetén azonos száron több fej is látható különböző hangmagasságokon, így jelölhetők például azonos időpontban felhangzó hangok, akkordok.
Zenei díszítéseket is jelölhetnek hangjeggyel. Ilyen például a súlyos vagy súlytalan előke, melyet a főhang melletti kiskotta jelez, és díszítőhangok beszúrását írja elő, vagy a schleifer, amely emelkedő vagy ereszkedő hangsúlytalan hangsort jelez a főhang előtt.

### Ritmusjelzések
A kotta nemcsak a hangok sorrendjét, hanem azok időtartamát is előírhatja. Az olvashatóság és a zenemű logikájának jobb érthetősége végett a hangjegyeket azonos időtartamú ütemekre osztják. A zeneszerző szándékának megfelelően a zenemű ritmusa lehet végig egyforma, de lehetnek ritmusváltások is.
Az azonos hosszúságú ütemekből álló szakaszok elején megadják, hogy egy ütemben hány darab, és milyen ritmusértékű hangjegy fér el. Így például 4/4 (azaz négy negyedes) ütemekben négy negyedhang állhat, vagy hangjegyek és szünetjelek bármilyen más kombinációja, aminek a ritmusértéke ezzel azonos. A jelölése jellemzően a kulcs után áll a kottavonalakra írt törtszám formájában, melyet ütemmutatónak neveznek. A leggyakrabban előforduló ütemmutatók az említett 4/4, illetve a 2/4, 3/4 stb.
Ilyen ritmusjelek vannak:
Brevis
Egész
Fél
Negyed
Nyolcad
Tizenhatod
Harmincketted
Hatvannegyed
Ezenkívül van még a duola, triola és a kvintola.
A duolánál 2 hangot 3 ideje alatt kell eljátszani, de  hogy ne legyen megtévesztő, egy 2 jelzi fölötte hogy ez egy duola. A triolánál 3 hangot 4 ideje alatt kell eljátszani, és egy 3 jelzi, hogy egy triola. A kvintolánál 5 hangot 4 ideje alatt kell eljátszani, ezt egy 5 jelzi.

A kottában a zene ritmusát a hangok és szünetek hossza határozza meg. Ezek jelölése negyednél hosszabb hangoknál rendhagyó (pl. üres) hangjegyfejjel, negyednél rövidebb hangok esetén a hangokat összekötő gerendák számával történik. Egy gerendával vannak összekötve a nyolcadok, kettővel a tizenhatodok, hárommal a harminckettedek és így tovább.
A hangjegyek és szünetek ritmusértékének sajátos módosítására pontot írnak a hangjegy után. Az ilyen pontozott hangok és szünetek időtartama másfélszeresre módosul. Például egy pontozott negyedhang időtartama három nyolcadnak felel meg. Ezzel az egyszerűsítő jelöléssel adhatók meg például nyújtott és éles ritmusok.
Léteznek olyan esetek is, amikor egy ritmusegységet nem a kettő hatványai szerinti törtekre osztunk fel, ilyen például a triola, kvintola, szextola stb., ezt a hangjegyszárakat összekötő gerenda feletti számmal jelöljük. Az ilyen ritmusok jelölésekor a gerendák jelentése is módosul. Például egy negyedhang hármas felosztásakor a triolán egy gerenda lesz. Azaz ekkor az egygerendás triola három hangja időtartamban két, szintén egygerendás nyolcadhang időtartamának felel meg.

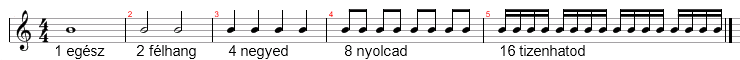
A hangjegyek időtartamát a hangjegy fejének megjelenése, és a szárakat összekötő gerendák száma jelzi

A negyedes triola egyik szokásos jelölése. A három hang együttes időtartama egy félhangnak felel meg

### Módosítójelek
A módosítójelek állhatnak a kotta elején a kottavonalakon vagy vonalközökben, ekkor érvényességük a következő kettős kottavonalig tart. Az ilyen módosítójelek összességét nevezzük előjegyzésnek, amely az adott zenei szakasz hangnemét határozza meg. Az előjegyzés érvénye egy adott hangjegy elé helyezett feloldójellel függeszthető fel.
Módosítójelek szerepelhetnek ütemen belül is, egy hangjegy előtt. Ekkor a módosítójel érvénye csak az adott ütem hangjaira terjed ki. Ilyen formában jelennek meg a kottában olyan hangok, melyek nem felelnek meg az előjegyzésben meghatározott hangnemnek.
A nyugati zeneművészetben a hangmagasság legkisebb egysége a félhang. A kereszt és bé jelölések ennek megfelelő félhangnyi emelést és leszállítást valósítják meg. A 20. századi zenében egyre több zeneszerző alkalmaz negyedhang-különbségeket. Kezdetben ezeket egyedi jelölésekkel írták elő, mára azonban ennek is többé-kevésbé egységesen elfogadott jelrendszere alakult ki.

Módosítójelek, amelyek rendre negyed-, fél- háromnegyedhang-emelést, illetve -leszállítást valósítanak meg (az utolsó kettő a háromnegyedhang-leszállítás ekvivalens jelei)

### Játékstílus
A kottában a szerző az előadásmóddal kapcsolatos utasításokat adhat. Ezek egy része konkrét hangokra érvényes (ilyenek például a pizzicato, a tenuto stb.), ezeket jellemzően a hangjegy feletti felirattal, vagy speciális hangjegymódosító jellel jelzik. Más ilyen stiláris módosítók az egész zenemű játékmódjára hatással vannak (mint például a tempójelölések), ezeket a kotta elején egyszer teszik ki, illetve ahol érvényük kezdődik.

### Kottaíró programok
Szövegalapú kottaszerkesztők:
- GNU LilyPond

Ingyenes grafikus felületű szerkesztők:
- MuseScore
- NtEd

Kereskedelmi szerkesztők:
- Finale
- Sibelius

### Kottagyűjtő weblapok
- http://www.gorogzenesz.atw.hu (kottagrafika és fúvószenei kották)
- http://gitartab.hu Gitárkották
- http://www.emb.hu
- http://mutopiaproject.org
- http://icking-music-archive.org
- http://www.kotta.info
- http://imslp.org
- http://gutenberg.org
- http://zene.on-wiki.net
- http://digitalis.kotta.info
- http://pianosheetmusiconline.com/